# Steve Pearce (baseball)
Pour les articles homonymes, voir Steve Pearce et Pearce.
Steven Wayne Pearce (né le 13 avril 1983 à Lakeland, Floride, États-Unis) est un joueur de premier but et voltigeur ayant évolué dans la Ligue majeure de baseball entre 2007 et 2019. Il a remporté la série mondiale 2018 avec les Red Sox de Boston lors de laquelle il a été désigné meilleur joueur de la série.

## Biographie
Après des études secondaires à la Lakeland High School de Lakeland (Floride), Steve Pearce suit des études supérieures au Indian River Community College pendant deux ans puis à l'Université de Caroline du Sud, où il porte les couleurs des South Carolina Gamecocks de 2004 à 2005.  
Déjà drafté le 3 juin 2003 par les Twins du Minnesota au 45e tour de sélection, puis le 7 juin 2004 par les Red Sox de Boston au dixième tour de sélection, Pearce rejoint les rangs professionnels à l'issue de la draft du 7 juin 2005 au cours de laquelle il est sélectionné par les Pirates de Pittsburgh au huitième tour. Il perçoit un bonus de 40 000 dollars à la signature de son premier contrat professionnel le 11 juin 2005. 
Pearce passe deux saisons en Ligues mineures avant d'effectuer ses débuts en Ligue majeure le 1er septembre 2007. Dans la foulée de ses premiers pas au plus haut niveau, Pearce est sélectionné en équipe des États-Unis avec laquelle il remporte la Coupe du monde 2007 en novembre.
Passant le début de la saison 2008 en Triple-A avec les Indianapolis Indians, Pearce retrouve les terrains de Ligue majeure en juillet. Même situation en 2009 et 2010.
Pearce joue 185 parties au total pour Pittsburgh de 2007 à 2011. Le 3 janvier 2012, il signe avec les Twins du Minnesota et reçoit une invitation au camp d'entraînement suivant mais il ne fait pas l'équipe et est libéré le 27 mars. Il rejoint alors les Yankees de New York via un contrat des ligues mineures. Assigné aux ligues mineures, il est transféré le 2 juin aux Orioles de Baltimore. Il dispute 28 parties pour les Orioles, frappant 3 coups de circuit et produisant 14 points. Le 28 juillet, il est réclamé au ballottage par les Astros de Houston. Pearce frappe 16 coups sûrs et produit 8 points pour les Astros en 21 matchs. Le 27 août, il change d'équipe pour la troisième fois de l'année lorsque les Yankees de New York achètent son contrat. 

### Orioles de Baltimore
Après 12 parties avec les Yankees en 2012, Pearce retourne à nouveau aux Orioles via le ballottage le 29 septembre, alors que la saison se termine. Il joue 44 matchs avec Baltimore en 2013
À 31 ans, Pearce est une révélation pour les Orioles en 2014 et l'un des joueurs dont la contribution à son club est la plus surprenante des majeures cette saison-là,. Il occupe principalement le premier but en plus de donner un coup de main au champ extérieur et aide les Orioles à remporter leur premier titre en 17 ans dans la division Est. Il connaît sa meilleure saison en carrière à l'attaque avec 21 circuits, 49 points produits, 99 coups sûrs, 26 doubles, 51 points marqués, une moyenne au bâton de ,293 et une OPS de ,930 en 102 matchs.

### Trois équipes en une année
Le 28 janvier 2016, Pearce signe un contrat d'une saison avec les Rays de Tampa Bay.
Le 1er août 2016, Pearce retourne à Baltimore lorsque les Rays l'échangent aux Orioles contre le joueur des ligues mineures Jonah Heim. Pearce devient agent libre au terme de la saison 2016. 
Le 5 décembre 2016, Pearce signe un contrat de deux ans pour 12 500 000 dollars avec les Blue Jays de Toronto. Il est recruté en remplacement de la vedette Edwin Encarnacion, partie. Le 14 mai 2017, il se blesse en glissant vers la seconde base lors d'une rencontre contre les Mariners de Seattle. À son retour un mois plus tard, il réussit un coup de circuit contre les White Sox de Chicago. Dix jours plus tard, il réussit un coup de circuit décisif avec les bases pleines dans la victoire contre les Athletics d'Oakland. Il réalise de nouveau cet exploit trois jours plus tard dans la victoire contre les Angels de Los Angeles, devenant le troisième joueur à réussir cette performance plus d'une fois dans une saison après Cy Williams (1926) et Jim Presley (1986).

### Red Sox de Boston

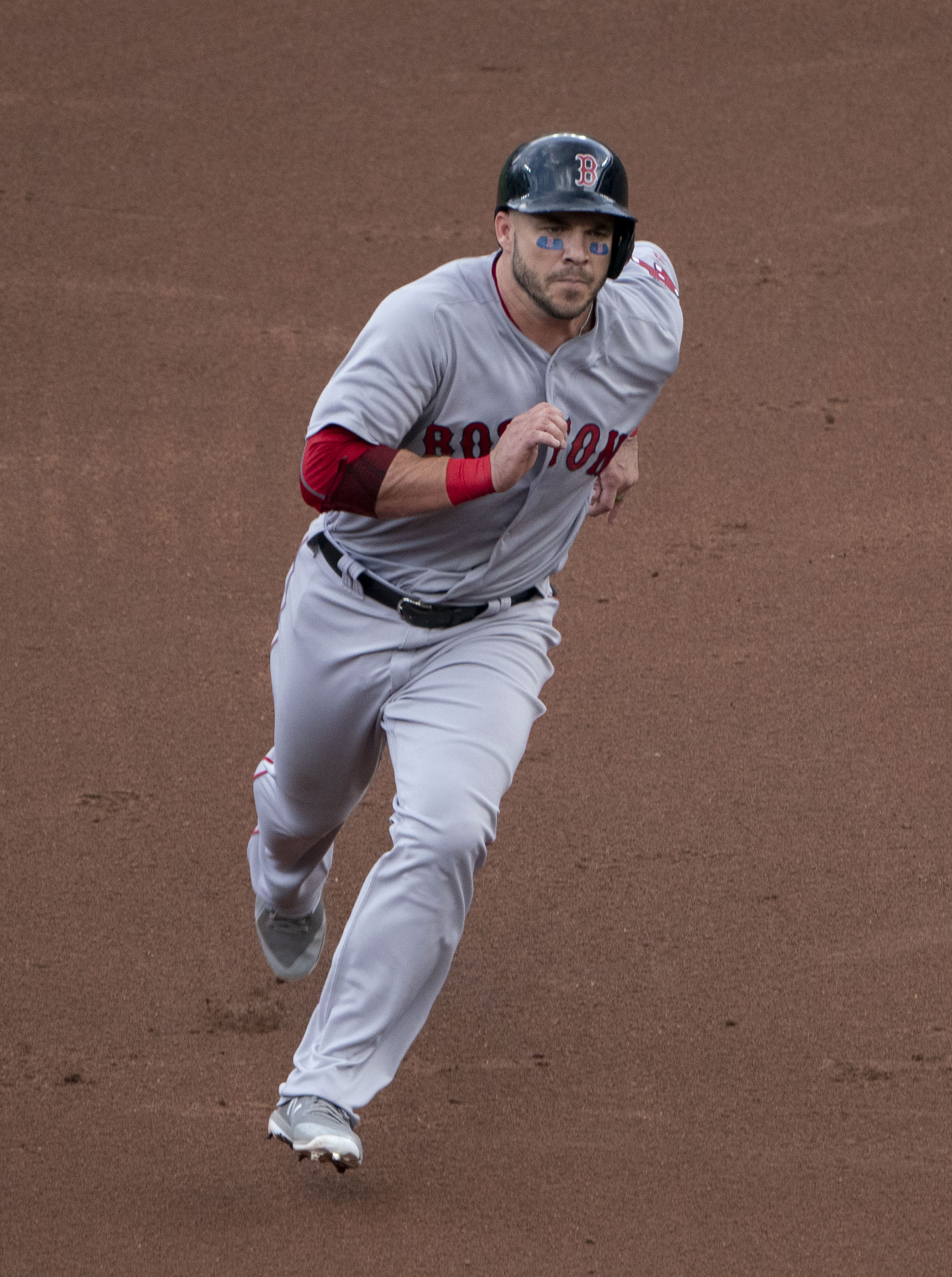
Steve Pearce sous les couleurs des Red Sox en août 2018.

Sous le maillot des Blue Jays de Toronto, Steve Pearce frappe à 29,1 % au début de la saison 2018 avant d'être échange aux Red Sox de Boston contre Santiago Espinal et 1 500 000 dollars le 28 juin 2018. Le lendemain, il fait ses débuts contre les Yankees de New York et a joué pour toutes les équipes de la division Est de la Ligue américaine. 
Le 2 août, il réussit trois coups de circuit contre les Yankees dans une victoire 15 à 7. Il devient le sixième joueur à réussir cette performance dans cette rivalité. Les Red Sox terminent la saison avec le plus grand nombre de victoires de leur histoire. Après la blessure de Mitch Moreland au début de la phase finale, Pearce devient le joueur de première base de l'équipe.
Lors de la Série mondiale 2018, contre les Dodgers de Los Angeles, il réussit un coup de circuit dans la huitième manche de la quatrième rencontre qui permet aux Red Sox d'égaliser au score. Dans la manche suivante, il réussit un coup sûr qui lui permet de courir jusqu'en deuxième base et de faire marquer les trois coéquipiers occupant toutes les bases. Au lendemain, il réussit deux coups de circuit et contribue au succès des Red Sox qui remporte la série et le championnat. Premier joueur des Red Sox à réussir trois coups de circuit en Série mondiale depuis Carl Yastrzemski en 1967, il est nommé Joueur par excellence de la Série mondiale.

## Statistiques
| Saison | Équipe     | G   | AB  | R  | H  | 2B | 3B | HR | RBI | SB | BA   |
| ------ | ---------- | --- | --- | -- | -- | -- | -- | -- | --- | -- | ---- |
| 2007   | Pittsburgh | 23  | 68  | 13 | 20 | 5  | 1  | 0  | 6   | 2  | .294 |
| 2008   | Pittsburgh | 37  | 109 | 6  | 27 | 7  | 0  | 4  | 15  | 2  | .248 |
| 2009   | Pittsburgh | 60  | 165 | 19 | 34 | 13 | 1  | 4  | 16  | 1  | .206 |
| 2010   | Pittsburgh | 15  | 29  | 4  | 8  | 2  | 1  | 0  | 5   | 0  | .276 |
| Totaux | Totaux     | 135 | 371 | 42 | 89 | 27 | 3  | 8  | 42  | 5  | .240 |

Note : G = Matches joués ; AB = Passages au bâton; R = Points ; H = Coups sûrs ; 2B = Doubles ; 3B = Triples ; 
HR = Coup de circuit ; RBI = Points produits ; SB = Buts volés ; BA = Moyenne au bâton.